# Lilla Torkelsjön
Lilla Torkelsjön är en sjö i Karlshamns kommun i Blekinge och ingår i Mieåns huvudavrinningsområde. Sjön är 9,7 meter djup, har en yta på 0,0761 kvadratkilometer och är belägen 74,3 meter över havet.

## Delavrinningsområde
Lilla Torkelsjön ingår i det delavrinningsområde (624224-144168) som SMHI kallar för Ovan Påkamålabäcken. Medelhöjden är 83 meter över havet och ytan är 9,32 kvadratkilometer. Räknas de 10 avrinningsområdena uppströms in blir den ackumulerade arean 215,15 kvadratkilometer. Avrinningsområdets utflöde Mieån mynnar i havet. Avrinningsområdet består mestadels av skog (88 procent). Avrinningsområdet har 0,15 kvadratkilometer vattenytor vilket ger det en sjöprocent på 1 procent.